# Sullivan Township (Ohio)
Sullivan Township ist eines von fünfzehn Townships des Ashland Countys im US-Bundesstaat Ohio. Das U.S. Census Bureau hat bei der Volkszählung 2020 eine Einwohnerzahl von 2.620 ermittelt.

## Geografie
Sullivan Township liegt im Norden des Ashland Countys im mittleren Nordosten von Ohio und grenzt im Uhrzeigersinn an die Townships: Huntington Township im Lorain County, Spencer Township und Homer Township im Medina County, Jackson Township, Orange Township, Troy Township und an das Rochester Township im Lorain County.

## Verwaltung
Das Township wird durch ein Board of Trustees, bestehend aus drei gewählten Mitgliedern, verwaltet. Zwei Personen werden jeweils im Jahr nach der Präsidentschaftswahl gewählt und eine jeweils im Jahr davor. Die Amtszeit dauert in der Regel vier Jahre und beginnt jeweils am 1. Januar. Daneben gibt es noch einen Township Clerk (Schriftführer), der ebenfalls im Jahr vor der Präsidentschaftswahl auf eine vierjährige Amtszeit gewählt wird. Dessen Amtszeit beginnt jeweils am 1. April.